# Glaciar Boulder
OGlaciar Boulder encontra-se situado na encosta sudeste do Monte Baker, um estratovulcão na Cordilheira das Cascatas no estado de Washington, nos Estados Unidos. Trata-se de um pequeno glaciar cobrindo uma área de 3,4 km². Flui desde a cratera no cume, situada entre os picos Grant (3286 m) e Sherman (3091 m) até aos 1524 m de altitude. É digno de nota pois recuou 450 metros entre 1987 e 2005.